# الأرطاوي (محافظة البكيرية)
مركز الأرطاوي  شمال منطقة القصيم وتابع لمحافظة البكيرية

## التاريخ
مركز الأرطاوي تم اقطاع الارطاوي للشيخ نايف بن صلف بن خلف بن ناحل من قبل مؤسس هذه البلاد الملك عبد العزيز بن عبد الرحمن آل سعود في عام 1352هـ وتقع الارطاوي شمال منطقة القصيم. وحدود المركز الاشرافية. كالتالي شمالاً حتى مركز الصلبية، جنوباً حتى اراضي الحرس الوطني. غرباً حتى مركز كحلة. وشرقاً حتى مركز النجبة.

## السكان
يبلغ عدد سكان الأرطاوي 2,000 نسمة.

## الموقع الجغرافي
الأرطاوي شمال منطقة القصيم وتبعد عن مدينة بريدة 148 كم. وعن محافظة البكيرية 127 كم.

## المناخ
المناخ قاري صحراوي، حار جاف صيفًا بارد مُمطر شتاء وتبلغ درجة الحرارة صيفًا 45°م، وفي الشتاء تصل 33-  مادون الصفر ومتوسط سقوط المطر